# Grian Chatten

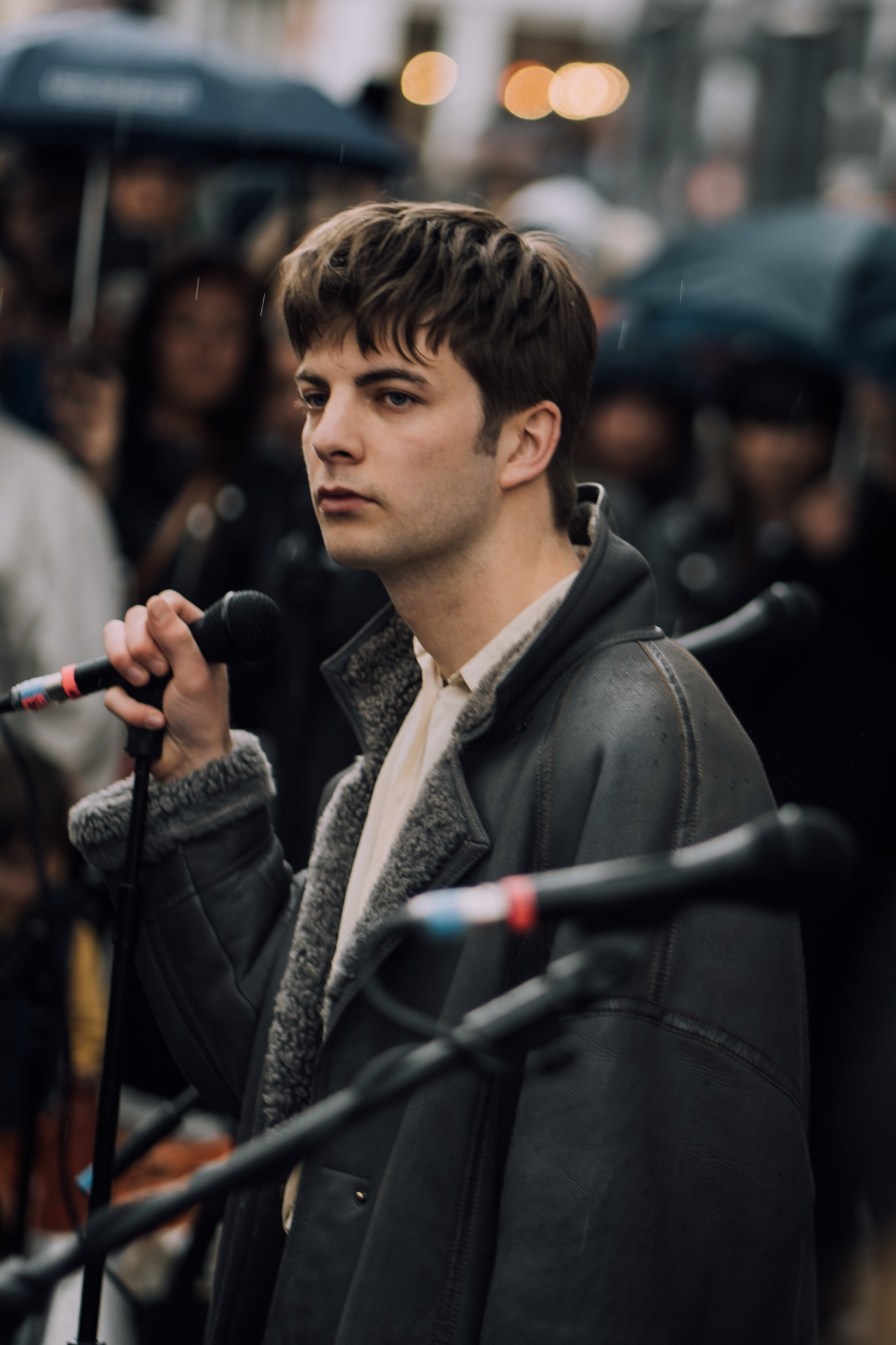
Grian Chatten mit Fontaines D.C. (2019)

Grian Alexander Chatten (* 19. Juli 1995 in Barrow-in-Furness, Cumbria) ist ein irisch-britischer Sänger. Er ist Gründungsmitglied der irischen Rockband Fontaines D. C. aus Dublin.

## Leben
Grian Chatten wurde als Sohn einer Engländerin und eines Iren in Nordwestengland geboren, wuchs aber im irischen Skerries, County Fingal, nördlich von Dublin auf. In Dublin gehörte er den lokalen Bands Gun Runner und Thumbprint unter anderem als Schlagzeuger, Gitarrist und Sänger an. 2017 gründete er schließlich mit den Gitarristen Carlos O’Connell und Conor Curley sowie dem Bassisten Conor Deegan III und dem Drummer Tom Coll die Band Fontaines D. C. Dort war er nur noch Sänger und Songwriter. Die Band ist sehr erfolgreich und veröffentlichte bislang drei Studioalben und ein Livealbum.
Am 4. Mai 2023 kündigte Grian Chatten sein Soloalbum Chaos for the Fly an. Das Album erschien schließlich am 30. Juni 2023 über das Label Partisan/PIAS. Das Album enthält weniger Punk-Elemente als Fontaines D.C. und ist eher am Folk orientiert. Insbesondere Nick Drake scheint ein großer Einfluss zu sein.

## Diskografie

### Alben
| Jahr | Titel Musiklabel                   | Höchstplatzierung, Gesamtwochen, AuszeichnungChartplatzierungen (Jahr, Titel, Musiklabel, Platzierungen, Wochen, Auszeichnungen, Anmerkungen) | Höchstplatzierung, Gesamtwochen, AuszeichnungChartplatzierungen (Jahr, Titel, Musiklabel, Platzierungen, Wochen, Auszeichnungen, Anmerkungen) | Höchstplatzierung, Gesamtwochen, AuszeichnungChartplatzierungen (Jahr, Titel, Musiklabel, Platzierungen, Wochen, Auszeichnungen, Anmerkungen) | Anmerkungen                         |
| Jahr | Titel Musiklabel                   | DE | UK | IE | Anmerkungen                         |
| ---- | ---------------------------------- | --- | --- | --- | ----------------------------------- |
| 2023 | Chaos for the Fly Partisan Records | DE78 (1 Wo.)DE | UK10 (1 Wo.)UK | IE9 (2 Wo.)IE | Erstveröffentlichung: 30. Juni 2023 |

### Singles
- 2023: The Score
- 2023: Fairlies
- 2023: Last Time Every Time Forever
- 2023: All of the People